# Tuồng Huế
Tuồng Huế là một nghệ thuật hát bội có ở Huế, Việt Nam.

## Lịch sử
Năm 1627, Đào Duy Từ là người đầu tiên đã mang về cho chúa Sãi Nguyễn Phúc Nguyên nghệ thuật tuồng (hát bội). Giới nghệ nhân tuồng và cổ nhạc Huế đến nay vẫn thờ Đào Duy Từ làm tổ sư và coi 1627 là niên đại khởi đầu của lịch sử tuồng Huế. Nhà sư Thích Đại Sán, người Trung Quốc, đã được chúa Nguyễn Phúc Chu mời đến Huế năm 1695 đă kể lại buổi xem diễn tuồng trong phủ chúa. J. Barrow trong tác phẩm "A Voyage to Cochinchine in the year 1792–1793" đã vẽ lại cảnh diễn tuồng ở Đàng Trong thời Tây Sơn. Nghệ thuật tuồng Huế đã trải qua 3 thế kỷ phát triển trong dòng truyền thống văn hóa Phú Xuân và phát triển rực rỡ dưới triều đại các vua nhà Nguyễn. Vua Tự Đức đã từng tổ chức hàng ngũ sáng tác tuồng bao gồm những tác gia lỗi lạc trong nước, đứng đầu là Đào Tấn, sau này là tác giả kiệt xuất của nhiều vở tuồng nổi tiếng. Tuồng đã được biểu diễn trong nhà hát ở Đại nội như: Duyệt Thị Đường, Tĩnh Quang viện, Thông Minh đường, Khiêm Minh đường...

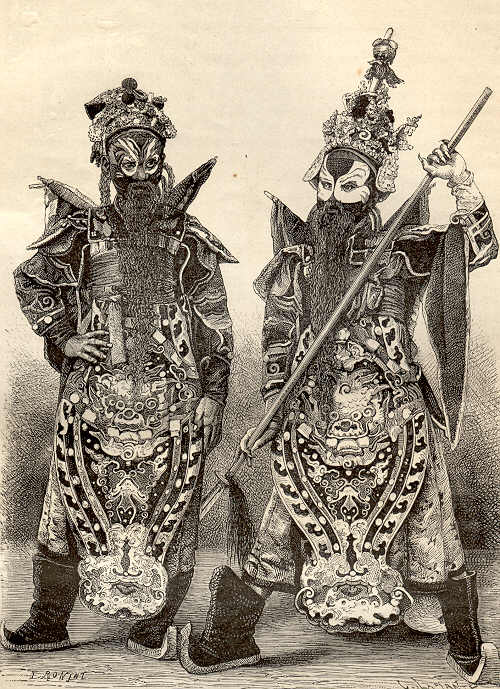
Tuồng cung đình Huế, hình chụp năm 1874

Dưới thời vua Tự Đức, hàng trăm vở tuồng đã được sáng tác, hàng trăm đào kép giỏi quy tụ về kinh đô. Vua Đồng Khánh thì mê tuồng đến nỗi đã dùng tên các nhân vật trong vở tuồng ông yêu thích để đặt cho các cung nữ. Còn vua Thành Thái cũng say sưa với nghệ thuật tuồng và rất trọng các đào kép giỏi, ông không chỉ ban thưởng tiền bạc mà còn phong tước hiệu cho nhiều bậc thầy hát bội. Ông là Hoàng đế duy nhất của triều Nguyễn đã lên sân khấu diễn tuồng "đóng trò" đồng thời là một tay trống tuồng tài ba. Vua Khải Định cũng đam mê với tuồng. Ông đã thiết lập hẳn một nơi diễn tuồng riêng tại cung An Định, ban xiêm y tốt cho các đoàn hát, tạo điều kiện cho các tài năng phát triển..
Từ sau thời Tự Đức, tuồng Huế dần vượt ra khỏi cung đình và trở thành sân khấu của quần chúng bình dân. Nhiều người đã tự đứng ra lập gánh hát, nuôi "đào", "kép" riêng và ganh đua với nhau. Nghệ thuật tuồng từ đó sống và phát triển được nhờ công chúng.
Tại kinh đô Huế, các rạp hát bắt đầu mọc lên khắp nơi, sân khấu tuồng từ trước vốn có chỉ phục vụ vua quan triều đình, dàn dần lan ra chiếm lĩnh ở những nơi công cộng. Những rạp hát nổi tiếng ở Huế trước năm 1945: Bắc Hòa, Nam Hòa, Đồng Xuân Lâu, Kim Long, An Cựu, Vĩ Dạ, Bao Vinh...Tên tuổi những cô đào sắc vẹn toàn vẫn còn thời Khải Định như: cô Thuôi, cô Ba Lài, cô Bạch Trúc, cô Cầm, cô Cháu Em, cô Nghè Đồng, cô Ba Vĩnh... Hơn 50 rạp hát khắp Đông Dương bấy giờ vang dội tiếng hát, tiếng trống của sân khấu tuồng Huế.

## Tình hình tuồng bản ở Huế
Huế là nơi tập trung nhiều kịch bản tuồng nhất. Tuồng bản Hán Nôm chỉ xuất hiện khi văn học kịch nghệ cùng kỹ thuật in ấn mộc bản phát triển. Vào giai đoạn đầu, diễn viên tuồng "diễn cương", không có kịch bản. Ông bầu gánh hát sẽ soạn một sườn theo nội dung tích truyện rồi phân vai diễn viên theo nội dung đó mà tự tạo lời thoại, tương tự như diễn dân gian chèo ở miền Bắc.
Tuồng Huế được diễn cương đến trước nửa thế kỷ 18. Cuối thế kỷ 18, văn học dần dần phát triển và giới nho sỹ, trí thức xem tuồng như phương tiện giải trí hội đủ các yếu tố văn học nghệ thuật nên đã quan tâm đến các lời thoại, lời hát trong khi trình diễn, do đó kịch bản tuồng đã dần hình thành. Thời kỳ kịch bản tuồng được sáng tác mạnh mẽ nhất là từ thời Minh Mạng đến Tự Đức. Riêng pho tuồng Vạn bửu trình tường đã có hơn 100 hồi. Thời Tự Đức có một tổ chức sáng tác tuồng được thành lập, đó là Ban Hiệu Thư, gồm các tiến sĩ và cử nhân cũng các thành phần trí thức chuyên việc sáng tác kịch bản và hiệu đính các phường bản (bản tuồng trong dân gian) thành kinh bản (bản tuồng ở kinh đô) cho phù hợp với quan điểm đạo lý và chính trị của nhà nước đương thời.
Trải qua nhiều biến cố lớn như: biến cố thất thủ kinh đô năm 1885, giai đoạn 1945-1946 (Cách mạng Tháng Tám), giai đoạn 1954-1963...kho tàng tuồng bản ở Huế đã bị mất mát lớn. Vào năm 1975, lại một lần nữa dân Huế lại di tản, đa phần dân Huế đưa gia đình, tài sản, gia vật vào Đà Nẵng và các thành phố khác. Các bản tuồng, nếu có cũng như các sách vở khác thường bị bỏ lại.
Các tuồng bản dân gian nổi tiếng: Di tình (Nghêu, sò, ốc, hến); Trương Ngáo; Trương đồ nhục; Trần Bồ; Giác sanh duyên; Tào lao; Lâm Sanh - Xuân Nương; Phạm Công - Cúc Hoa...
Tuy ý kiến về nguồn gốc phát sinh của tuồng dân gian có khác nhau với mỗi tài liệu, nhưng xác định giai đoạn phát triển của loại tuồng này thì đã được giới nghiên cứu đồng nhất: đó là thời điểm cuối thế kỷ 19. Chính vào thời điểm này, xã hội có những chuyển biến thuận lợi cho sự lớn mạnh của loại tuồng này về nhu cầu cách tân nghệ thuật biểu diễn. Chỉ có tuồng dân gian mới đáp ứng được những yêu cầu đó khi chế độ phong kiến triều Nguyễn không còn giữ được vị thế chính trị vững mạnh như trước.

## Một số vở tuồng nổi tiếng
- Vạn bửu trình tường: là tuồng đồ sộ nhất, mới thu thập được 108 hồi, ra đời dưới triều vua Tự Đức (1847 - 1883), nhiều người cùng soạn (Diên Khánh Vương, Đào Tấn, Ngô Quý Đồng,Vũ Đình Phương v.v..). "Vạn Bửu Trình Tường" nặng tư tưởng tôn quân, lấy trung hiếu,tiết nghĩa làm đạo lý. Một số hồi quen thuộc trong "VBTT" như Bạch Đầu Công lăn lửa, Kim Anh Tử gặp Mộc Nữ La... Vở tuồng này diễn chủ yếu trong cung đình Huế; văn chương được vua Tự Đức khen là kĩ thuật như thần.
- Quần phương hiến thụy
- Hỏa hầu tinh

## Một số nghệ sĩ nổi tiếng
- Đời vua Thành Thái: Lê Bá Phước, Nguyễn Văn Em, Nguyễn Văn Hứa
- Đời vua Duy Tân: Sáu Đá, Lập Nậy, Năm Lớm [cần dẫn nguồn]
- Đời vua Khải Định: Quyền Nhung, Viên Bờ, Bát Lễ.
- Đời vua Bảo Đại: Bát Hòa, La Cháu, Thất Luận

## Sách tuồng
- Học lâm toàn tập (Hiện có ở Thư viện Quốc gia và ở Thư viện Hoàng gia Anh)